# Expo 1970
L'Expo 1970 (ufficialmente (EN)  Japanese World and International Exposition Osaka, 1970, Esposizione mondiale e internazionale giapponese Osaka 1970, 日本万国博覧会 (Nihon bankoku hakuran-kai?), o più semplicemente Expo '70, è stata l'esposizione universale svoltasi nella prefettura di Ōsaka, in Giappone, dal 15 marzo al 13 settembre del 1970. Venne registrata presso il BIE l'11 maggio 1970 come Esposizione Generale di 1ª categoria.
Fu visitata da 64.218.000 persone, record di presenze per le Expo fino a Shanghai 2010, con una punta massima di 836.000 il 5 settembre. I paesi espositori stranieri furono 76, a cui si aggiunsero 4 istituzioni internazionali, una rappresentanza di Hong Kong, 3 stati degli USA, una città tedesca e due compagnie estere. La rappresentanza giapponese fu composta da 32 enti, di cui 4 statali e 28 privati.

## Tema
Il tema dell'esposizione fu Progresso e Armonia per l'Umanità.
I sotto-temi dell'evento vennero definiti "I quattro pilastri":
1. Donare valore alla vita
2. Utilizzo migliore della Natura
3. Migliore organizzazione della Vita
4. Migliore comprensione reciproca

Il principio esplicativo della Expo, applicabile a tutti i sotto-temi, fu "L'uomo vivente".

## Sito
Il sito espositivo era situato tra le colline di Senri a Suita, una città della prefettura di Ōsaka, da cui dista circa 15 km, nella regione del Kansai. Il parco che ospitò l'evento si estendeva per 330 ettari, e fu progettato dall'ingegnere giapponese Kenzō Tange, coadiuvato da un'équipe di 12 altri architetti giapponesi.
Dopo l'Expo i padiglioni furono smantellati, ed attualmente gran parte dell'area è diventata il Parco Commemorativo dell'Expo, che occupa 264 ettari, al cui interno si trovano vaste zone riconvertite a verde pubblico, alcune sedi di musei e di attività turistiche, ricreazionali ed educative, e lo stadio Osaka Expo '70 Stadium. Tra le poche strutture rimaste del parco originario figurano la Torre del Sole, un imponente totem progettato da Tarō Okamoto, scelto come simbolo dell'evento, e la torre dell'Expo dell'architetto Kiyonori Kikutake.

### Il padiglione italiano
Nello spazio espositivo riservato all'Italia, erano esposti 4 veicoli simbolo del Belpaese. Il bob a due vincitore delle olimpiadi nel 1968, con l'equipaggio Monti - De Paolis, realizzato dalla Vetroresina SpA. La pluri-iridata MV Agusta 500 tricilindrica di Giacomo Agostini. La FIAT 3 ½ HP del 1899 prestata dal Museo Biscaretti e la Ferrari Modulo della Pininfarina. I quattro veicoli erano piantonati da una scorta d'onore, formata da Carabinieri in alta uniforme.

## Curiosità
Al termine dell'esposizione fu sepolta una capsula sferica (che dovrà essere riaperta nel 6970) contenente microfilm sulla nostra civiltà, registrazioni di musiche attuali e oltre 2000 oggetti selezionati.